# 비포어 크라이시스: 파이널 판타지 VII
비포어 크라이시스: 파이널 판타지 VII(일본어: ビフォア クライシス -ファイナルファンタジーVII-, 영어: Before Crisis: Final Fantasy VII)는 스퀘어 에닉스가 개발한 액션 롤플레잉 비디오 게임이다. 처음에 2004년 9월 24일 FOMA 모바일 서비스를 위해 출시되었다. 나중에 소프트뱅크 모바일과 EZ웹용으로 2007년에 출시되었다. 비포어 크라이시스는 1997년 비디오 게임 파이널 판타지 VII의 이전작이며 파이널 판타지 VII에서 확립된 스토리를 계속 확장해나가는 메타시리즈인 컴필레이션 오브 파이널 판타지 VII의 일부를 구성한다. 파이널 판타지 VII의 사건이 있기 6년 전을 배경으로 한다.